# Otto Sverdrup
Otto Neumann Knoph Sverdrup (Bindal, 31 ottobre 1854 – Oslo, 26 novembre 1930) è stato un esploratore norvegese.

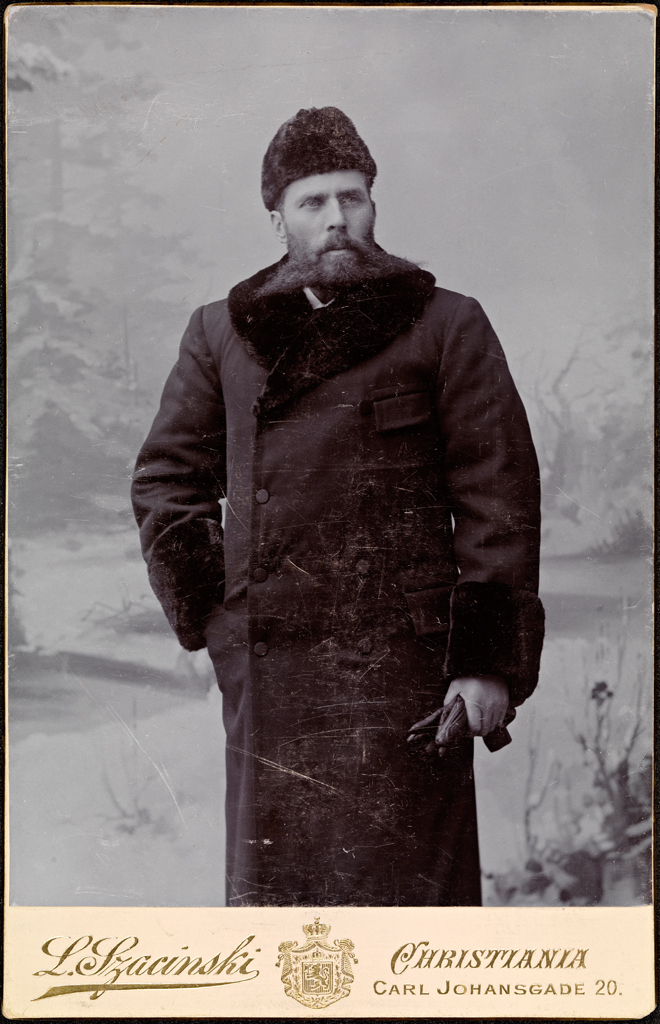

Fu con Fridtjof Nansen in due fra le più importanti spedizioni artiche: nel 1888 nell'attraversamento della sezione meridionale della Groenlandia da est ad ovest e nel periodo 1893-1896 al comando della nave Fram durante la spedizione attraverso l'Oceano Artico.

## Esplorazioni
Nel 1898 Sverdrup ebbe nuovamente il comando della Fram e nei seguenti quattro anni mappò gran parte del Canada settentrionale.
La nave, spesso bloccata dai ghiacci, faceva da base e con i suoi uomini si spostava in slitte trainate da cani per esplorare vaste estensioni di mare ghiacciato. Toccarono così la latitudine 82º N. Le mappe del viaggio, stilate da Gunnar Isachsen erano di qualità tale che le autorità canadesi le utilizzarono fino a quando non ottennero le mappe satellitari verso la fine degli anni Sessanta.

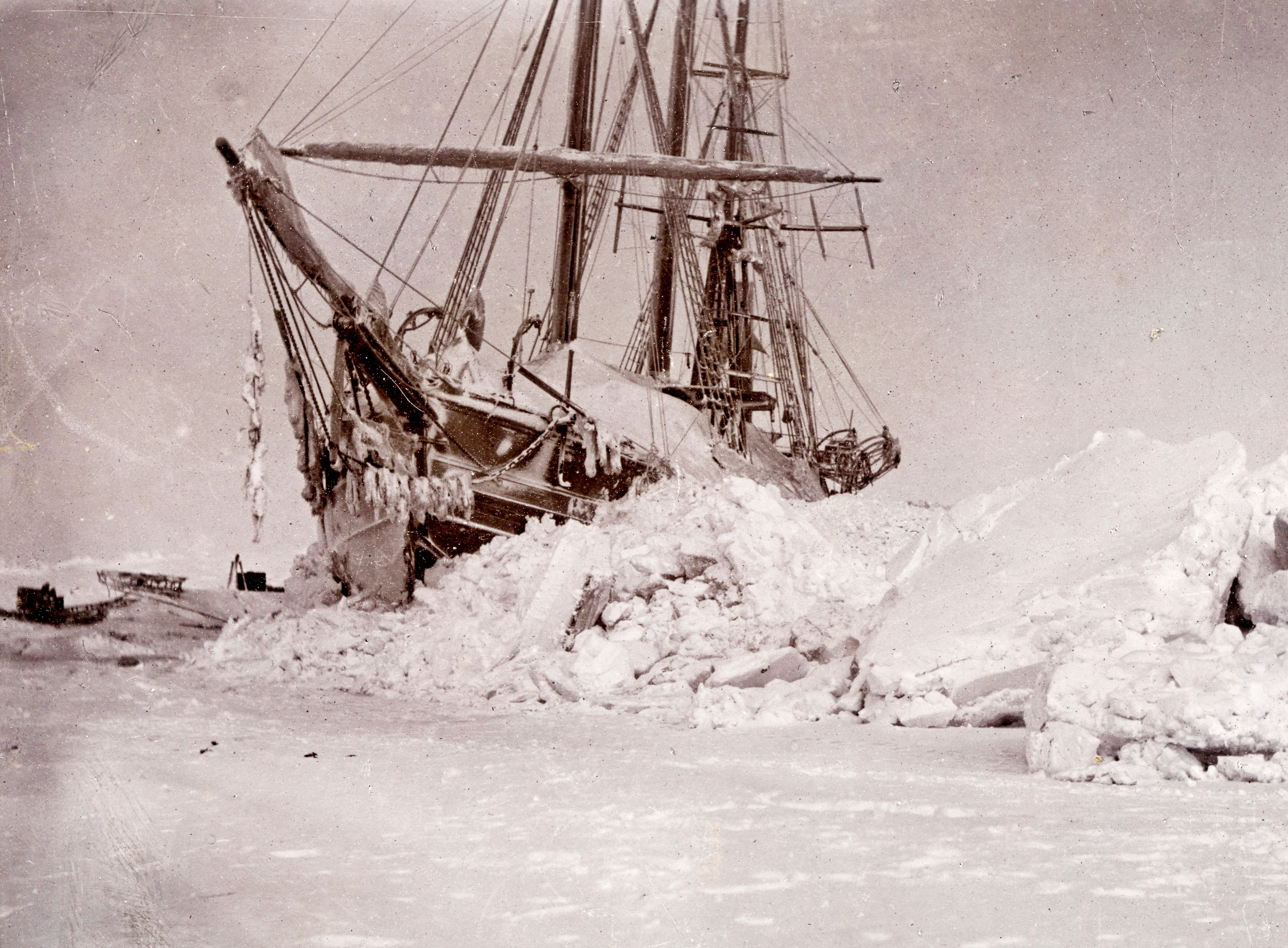
La Fram intrappolata nel ghiaccio (10 gennaio 1895)

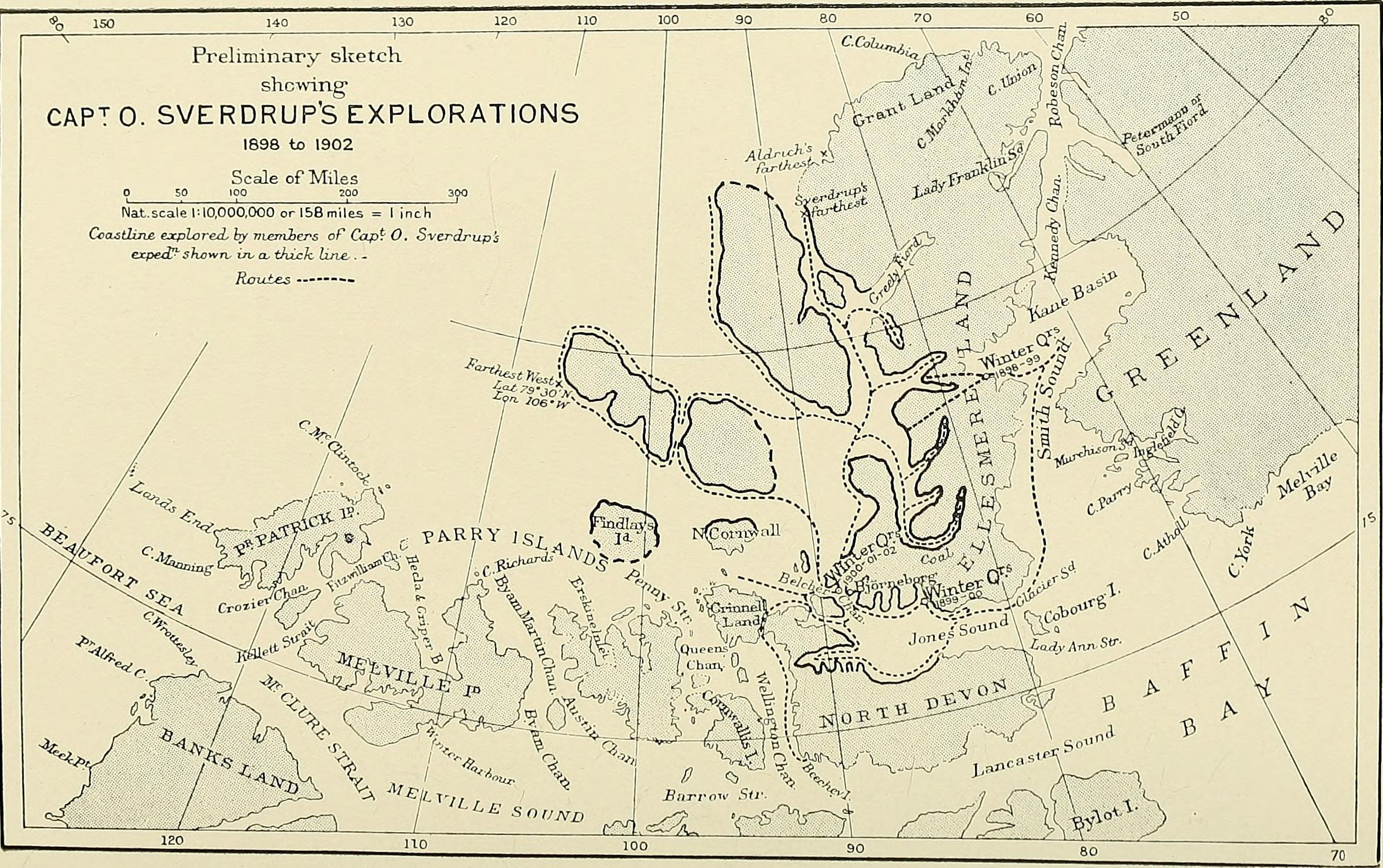
Le esplorazioni di Sverdrup 1898-1902

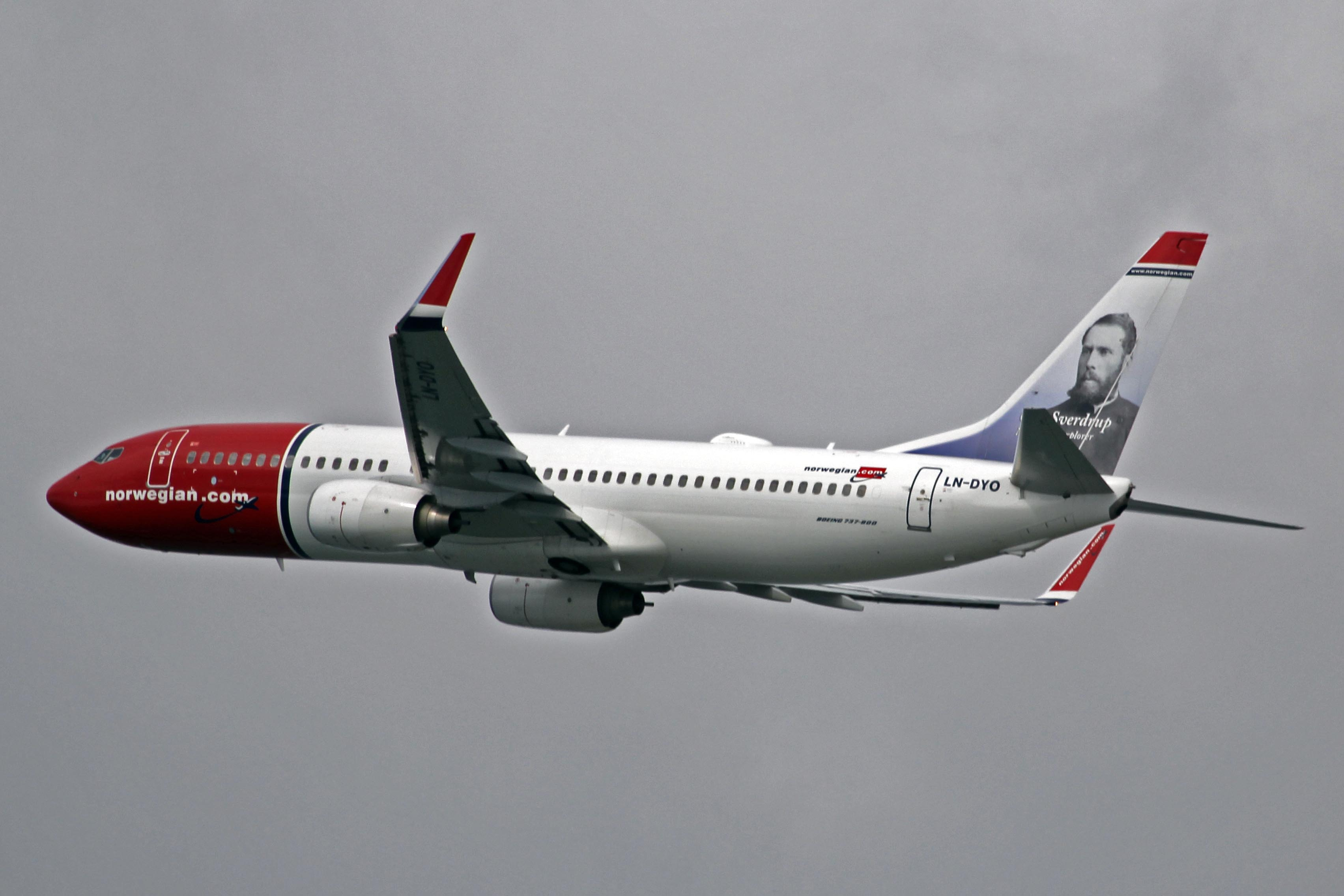
Il Norwegian Air Shuttle Sverdrup (2013)

Tra le aree mappate a ovest dell'isola di Ellesmere, a tre grandi isole venne dato il nome di tre finanziatori della spedizione: isola di Axel Heiberg, isola Amund Ringnes e isola di Ellef Ringnes. Alle isole è stato successivamente dato il nome collettivo di isole Sverdrup e fanno parte dell'arcipelago delle isole Regina Elisabetta. Sverdrup e il suo equipaggio furono in grado di mappare un totale di 260 000 chilometri quadrati, più di qualsiasi altra esplorazione polare.
Nel 1906-07 fu a capo di una spedizione per conto del Alberto I di Monaco alle Isole Svalbard e a Spitsbergen. 
Recentemente in occasione del centenario di questa spedizione è stata emessa una serie filatelica in suo nome.
Nel 1914, su invito del governo russo, Sverdrup partecipò sull'Eklips, alla ricerca delle spedizioni di Georgij Brusilov sul Svjataja Anna e di Vladimir Rusanov sul Gerkules, ma senza successo. Mentre era bloccato dal ghiaccio vicino a capo Vil'd stabilì un contatto radio con la spedizione di Vil'kickij: le sue rompighiaccio Tajmyr e Vajgač erano danneggiate e bloccate sulla costa ovest della penisola del Tajmyr. Sverdrup raggiunse le due navi la primavera successiva con tre slitte trainate da cani ed evacuò parte dell'equipaggio sull'Eklips, dove l'esploratore polare Nikifor Begičev sarebbe arrivato con rifornimenti e una carovana di renne per metterli in salvo portandoli verso sud.
Nel 1920 supervisionò il salvataggio del piroscafo Solovej Budimirovič nel mare di Kara. Nel 1928 pubblicò il libro «Sotto la bandiera russa», basato sui diari del viaggio sull'Eklips del 1914-1915. Dedicò gli ultimi anni della sua vita al restauro della Fram e alla costruzione di un museo, che fu inaugurato dopo la sua morte.

## Luoghi dedicati
Gli ultimi anni della sua vita li trascorse a Sandvika dove morì il 26 novembre 1930. Una statua a lui dedicata fu eretta a Steinkjer nel 1957 e nel 1999 una a Sandvika nella piazza che porta il suo nome. * Nel 2001, Groenlandia, Canada e Norvegia hanno emesso una serie di francobolli in suo onore Nel 2008, la Reale marina norvegese commissionò in suo onore la HNoMS Otto Sverdrup, una fregata di classe Nansen.
- Isola di Sverdrup, mare di Kara (Russia)
- Isole Sverdrup, territorio di Nunavut (Canada)
- Isola Sverdrup, Groenlandia (Regno di Danimarca)
- Canale di Sverdrup, tra l'isola Meighen e l'isola di Axel Heiberg (Nunavut)
- Nel 2000 l'Unione Astronomica Internazionale ha dato il nome di Sverdrup a un cratere sul lato nascosto della Luna.[7]

## Onorificenze
In una lettera aperta alla legazione tedesca a Oslo il 25 ottobre 1917 dichiarò che stava restituendo l'Ordine della Corona di Prussia in segno di protesta contro la guerra senza restrizioni condotta dai sottomarini tedeschi nella prima guerra mondiale, che aveva causato la morte di centinaia di marinai norvegesi. Nello stesso giorno anche il collega esploratore Roald Amundsen aveva restituito i suoi riconoscimenti tedeschi.
Gli furono inoltre conferite, tra l'altro, le medaglie d'oro dalla Società Geografica Norvegese (Det norske geografiske Selskab) nel 1889, della Società Geografica Italiana nel 1897, dalla Royal Geographical Society di Londra e dalla Società Geografica di Berlino nel 1903 e l'Ordine di Sant'Anna II classe (Russia) nel 1915. Ricevette la Laurea honoris causa presso l'Università di St Andrews nel 1928.